# 丘佩爾切尼諾伊鄉
43°55′N 22°57′E / 43.917°N 22.950°E
丘佩爾切尼諾伊鄉（羅馬尼亞語：Comuna Ciupercenii Noi, Dolj），是羅馬尼亞的鄉份，位於該國西南部，由多爾日縣負責管轄，面積64平方公里，海拔高度35米，2007年人口5,799，人口密度每平方公里91人。